# 소순다 열도

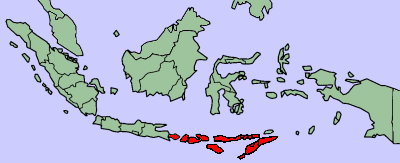
소순다 열도

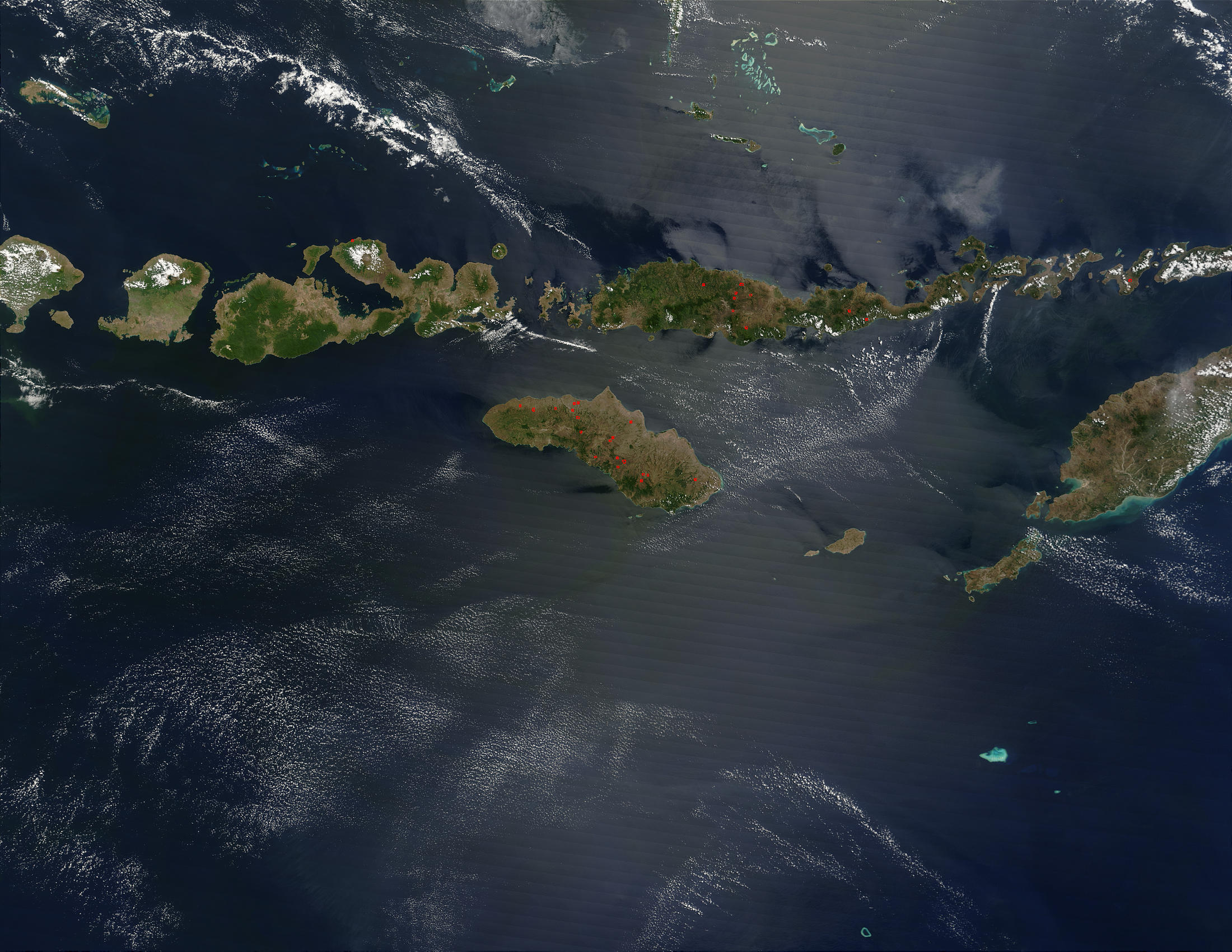
소순다 열도의 위성 사진

소순다 열도(영어: Lesser Sunda Islands, 문화어: 소쑨다 렬도) 또는 누사틍가라 열도(인도네시아어: Nusa Tenggara)는 말레이 제도 남쪽 부분의 섬으로, 대순다 열도와 함께 순다 열도를 이루고 있다.

## 행정 구역
소순다 열도는 인도네시아의 발리주, 서누사틍가라주, 동누사틍가라주 및 독립 국가인 동티모르로 나뉜다.

## 주요 섬
소순다 열도에 속하는 주요한 섬으로 대략 서쪽부터 다음과 같은 것들이 있다.
- 발리섬
- 롬복섬
- 숨바와섬
- 숨바섬
- 코모도섬
- 플로레스섬
- 사우섬
- 로테섬
- 티모르섬
- 솔로르 제도
  - 솔로르섬
  - 아도나라섬
  - 롬블렌섬
- 알로르 열도
  - 판타르섬
  - 알로르섬
- 아타우루섬

간혹 바랏다야 제도와 타님바르 제도를 포함시키기도 한다.
면적:87,700 km2

## 같이 보기
- 순다 열도
- 대순다 열도